# Scapheremaeus polysetosus
Scapheremaeus polysetosus är en kvalsterart som beskrevs av Sitnikova 1975. Scapheremaeus polysetosus ingår i släktet Scapheremaeus och familjen Cymbaeremaeidae. Inga underarter finns listade i Catalogue of Life.